# St. Elmo (Illinois)
St. Elmo est une ville du comté de Fayette, dans l'Illinois, aux États-Unis. Elle est incorporée le 24 juin 1896,. Lors du recensement de 2010, la ville comptait une population de 1 426 habitants.

## Source de la traduction
- (en) Cet article est partiellement ou en totalité issu de l’article de Wikipédia en anglais intitulé « St. Elmo, Illinois » (voir la liste des auteurs).